# Tickellia
Genre
Tickellia est un genre monotypique de passereaux de la famille des Cettiidae. Il comprend une seule espèce de pouillots.

## Répartition
Ce genre se trouve à l'état naturel dans le Sud-Est de l'Asie.

## Liste des espèces
Selon la classification de référence du Congrès ornithologique international (version 8.2, 2018) :
- Tickellia hodgsoni (Moore, F, 1854) — Bouscarle de Hodgson, Fauvette de Hodgson, Pouillot de Hodgson
  - Tickellia hodgsoni hodgsoni (Moore, F, 1854)
  - Tickellia hodgsoni tonkinensis (Delacour & Jabouille, 1930)